# 신임 공급
웨스트민스터 정치체제에 기반을 둔 의회 민주주의에서, 정부는 정권을 유지하기 위해 의회 내 다수의 신임을 얻어야 하며, 이를 위해 여당 이외의 당으로부터도 신임 공급(信任 供給, Confidence and supply)을 필요로 하는 경우가 있다.
신임 공급 협약(confidence and supply agreement)은 그러한 신임 공급을 얻기 위해 원내 정당이나 무소속 의원들과 함께 신임 결의안과 세출 법안을 찬성표 혹은 기권표를 던져 정부를 지지하기로 협의하는 것을 말한다. 물론 정부 여당과 비슷한 성향을 가진, 또는 의견을 같이 하는 정당이나 의원들이 신임 공급에 참여하며, 이를 통해 의회 내에서 사실상의 느슨한 연정이 성립하게 된다. 다만 실제 연정(coalition government)이라고 하면 연정 내에 있는 여당을 비롯한 여러 당들에서 골고루 내각 구성원을 뽑을 정도로 강력한 연합만을 가리키는 경우가 많으므로, 보통 두 용어는 별개로 구분된다. 신임 보완이라고도 한다.

## 신임
거의 대부분의 의회 민주주의에서 의회의 의원들은 정부와 행정부에 대해 신임 결의나 불신임 결의에 찬성할 수 있다. 이러한 결의의 결과는 현 정부가 의회 내에서 얼마나 지지를 받고 있는지 보여준다. 신임 결의가 통과되지 못하거나, 불신임 결의가 통과될 시에는 그 정부가 실각해 타 정치인에게 새 정부를 구성토록 하거나 새로운 선거를 요청하는 것이 일반적이다.

## 공급
거의 대부분 민주주의 체제에서는 의회에서 정부가 정책을 시행할 예산을 받도록 하기 위해 세출 법안(예산안)이나 그와 유사한 법안이 통과되어야 한다. 세출 법안이 통과되지 못하면 정부는 예산 공급 통제권을 잃고, 따라서 사실상 무력해지게 된다. 그 때문에 공급 법안이 기각되는 것은 신임 결의가 기각되는 것과 동일한 효력을 지닌다. 근대 초기 잉글랜드에서는 잉글랜드 의회가 국왕을 통제하는 몇 가지 수단 중 하나가 예산 공급을 보류하는 것이기도 했다.

## 신임 공급 협약의 예

### 뉴질랜드
2008년 뉴질랜드 총선에서 존 키가 대표를 맡은 국민당 내각은 행동당, 통합미래당, 마오리당과의 신임 공급 협약을 체결한 덕에 소수당 정부를 구성할 수 있었다. 2005년 뉴질랜드 총선에서도 헬렌 클라크가 대표를 맡은 노동당이 뉴질랜드 제일당과 통합미래당에게 이와 유사한 협약을 체결하여 신임 공급을 지지받고, 진보당과 연립 정부를 구성하게 되었다.

### 오스트레일리아
2010년 줄리아 길러드가 대표로 있던 노동당 내각은 녹색당과 무소속 의원 3명과의 신임 공급 협약을 체결해 소수당 정부를 구성했었다.

### 일본
일본에서는 각외 협력(閣外協力)이라고 한다.

## 같이 보기
- 연립 정부
- 의원내각제